# 臺北市立聯合醫院松德院區成癮防治科
臺北市立煙毒勒戒所，原本隸屬於臺北市政府衛生局，為一所菸毒勒戒及藥物成癮、酒精成癮的治療機構，位於臺北市松德路403號，現為臺北市立聯合醫院松德院區第三院區。
該機構創立於1974年3月，1993年7月1日併入臺北市立療養院，成立成癮防治科。2005年1月1日，因臺北市政府所屬各市立醫院整併，臺北市立療養院成為臺北市立聯合醫院松德院區。

## 歷任所長
- 陳昌聖
- 游榮輝

## 外部連結
- 臺北市立聯合醫院松德院區 （页面存档备份，存于）（繁體中文）（英文）